# Piero Martinella
Piero Martinella (Milano, 20 agosto 1899 – ...) è stato un calciatore italiano, di ruolo centrocampista.

## Carriera
Dopo aver giocato in Lombardia con la maglia del Varese, si trasferisce a Milano per giocare nell'Internazionale.

## Statistiche

### Presenze e reti nei club
| Stagione        | Club            | Campionato      | Campionato | Campionato |
| Stagione        | Club            | Comp            | Pres       | Reti       |
| --------------- | --------------- | --------------- | ---------- | ---------- |
| 1919-1920       | Varese          | Prima Categoria | ?          | ?          |
| 1920-1921       | Inter           | Prima Categoria | 18         | 2          |
| 1921-1922       | Inter           | Prima Categoria | 14         | 0          |
| Totale Varese   | Totale Varese   |                 | ?          | ?          |
| Totale Inter    | Totale Inter    |                 | 32+        | 2+         |
| Totale carriera | Totale carriera |                 | 32+        | 2+         |